# ロードファイターズ
『ロードファイターズ』（ROAD FIGHTERS）は、2010年にコナミデジタルエンタテインメントによって開発・販売されたアーケード用レースゲーム。『ロードファイター』の続編という位置づけで、e-AMUSEMENTに対応している。

## 概要
『GTI Club supermini Festa!』以来、2年ぶりとなるコナミのアーケード向けレースゲーム。バラエティ要素の強かった『GTIシリーズ』に対して、純粋なレーシングゲームとしてデザインされている。
同社のアーケードゲームとしては初めて3D立体映像に対応しており、筺体に取り付けられている非接触型の3Dメガネで体感することができる。シート背面にも3Dレンズを付けた「のぞき穴」があるため、プレイヤーだけでなくギャラリーもそこから覗きこむことで3D映像を楽しむことができる。
コックピットは、ステアリング・視点切り替えボタン・H型6速シフトレバーと本格的に作られている。この他、3D映像に慣れないプレイヤーへの配慮から3D（立体映像）/2D（平面映像）切替ボタンも実装されている。
レースBGMは全曲が『BEMANIシリーズ』からの採用となっており、『beatmania IIDX』（17-SIRIUS「全楽曲」・18-ResortAnthem「#beat1通常曲」）と『Dance Dance Revolution』(X&X2)に登場する楽曲を101曲収録。なお、システム周りのBGMは全て、Sota Fujimoriが担当している。
コナミの電子マネー『PASELI』には稼働当初は未対応であったが、2010年11月8日に行われたメジャーアップデートで対応開始された。
2015年5月20日をもって、本作のe-AMUSEMENTサービスは終了した。

## ゲームモード
ロードファイターチャレンジ
本作のメインとなる1人向けモード。14チャレンジ、計101種類もの膨大なミッションをこなしていく。シチュエーションはミッションごとに変わり、バリエーションが多い。
各ミッションをクリアすれば、バトルで使用されていた楽曲を獲得出来る。獲得した楽曲は、メンバーズサイトで自由に設定できるようになる。
さらに各チャレンジの最終ミッション（通称BOSSミッション）をクリアすれば、使用車種のドレスアップパーツが獲得できる唯一のモード。
ただし、「チャレンジ5･8･10」は「PASELI」を使用しないと、「チャレンジ12･13･14」は特定の条件を満たさないと挑戦出来ない。
全国オンライン対戦
ネットワーク通信で全国のプレイヤーと1対1の対戦をする。トーナメント方式をとっており、3回勝利（コンティニューしてもOK）すれば優勝となる。なお、PASELIを使用すると10回まで戦え、ボーナスも多く付く。
ただし、一度ゲームオーバーになると、1回戦からのやり直しとなる。
対人戦で負けると、「リベンジシステム」が発生し、再戦を申し込むことが可能。この場合は双方にボーナスポイントが付く。
後述する「ゲームポイント」はこのモードだけしか貯められない。
なお、常時対人戦が行われるわけではなく、相手がいない場合は店舗に所属しているプレイヤーマシンが、CPU操作で代わりの相手をする。
ここでの勝利回数が、「ロードファイターチャレンジ」に影響している。
店内対戦
店内にいるプレイヤー同士で戦う。最大4人の対戦も可能。
タイムアタック
プレイヤーだけのマシンで、タイムを測定するモード。
イベント
参加するにはe-AMUSEMENT PASSが必須。タイムアタック方式と、対戦方式の2種類が交互に開かれる。上位ランクインで特典が貰えるが、このイベント参加回数が、「ロードファイターチャレンジ」に影響している。
現在はサービスが終了したため、解禁するのは不可能である。

## ロードファイターチャレンジ ミッション内容
1位でゴールせよ！
そのままの通り、ゴールまでに1位をキープできればクリアとなる。相手は1人だけのものがほとんどだが、場合によっては3人同時に相手することもある。
敵を周回遅れにしろ！
相手を周回遅れにすればクリアとなる。
最後まで抜かれるな！
プレイヤー先行でスタートし、ゴールするまで相手に抜かれると失敗となるミッション。
○○台抜け！
連続オーバーテイクチャレンジで、相手を１台ずつ追い抜いていく。相手を追い越すと、敵車がクラッシュする。
主にチャレンジのBOSSミッションとして登場しており、チャレンジ4・6・9・10は10台、チャレンジ11・12は20台、チャレンジ13・14は30台となっている。

## ゲームシステム

### ダメージゲージ
- 画面の下にあるダメージゲージは、壁やパイロンに接触するとダメージが蓄積される。蓄積量が多くなるとマシンがボロボロになっていき、一定量になると警告が出る。

### クラッシュ
- ダメージが満タンになると、クラッシュシーンが発生してしまい、タイムロスになる。ロードファイターチャレンジの敵もクラッシュすることがある。
- 連続オーバーテイクミッションでも、オーバーテイクすると敵がクラッシュする。

### ドライバーランク
- 『全国オンライン対戦』モードで獲得できる「ゲームポイント」を貯めることで上げることができる。
- スタート時のランクは「入門前」で、以下「10級」～「1級」、「初段」～「十段」と上がっていき、「十段」以上のランクも存在する。「初段」以上は対戦相手の「勲章」を争奪することでランクが上がる。

### カーレベル
- 全てのモードで獲得できる「チューンナップポイント」を規定数貯めることでカーレベルが上昇し「セッティングポイント」が獲得できる。
- 「セッティングポイント」は最高速度・加速度に影響する「パワー」とタイヤの摩擦度に影響する「グリップ」に割り振れることができ、車の性能を上げることが可能である。
- ロードファイターチャレンジが1番貯めやすくなっている。

### 店舗ランクシステム
- 『全国オンライン対戦』モードの勝ち数に応じて所属店舗に対する「店舗ランク」や「店舗貢献度」が設定される。
- 「店舗ランク」は下からC・B・A・S・SS・SSSの6段階、「店舗貢献度」は上から「店舗No.1ファイター」～「同No.5ファイター」の5段階である。
- e-AMUSEMENT PASSを使用し、かつ店舗設定を完了していることで利用可能。

### 称号システム
- ゲーム中に条件をクリアすることで、様々な「称号」を獲得することができる。
- 2010年11月の大型アップデートで実装。

## 登場車種
登場車種は全て実名登場。国内外のメーカーからスポーツカー、セダン、ミニバン、果てはトラックと非常に幅広いが、アザーカーが登場する関係上、ホンダ車は登場しない。
- Audi R8 4.2 FSI quattro
- BMW M3 Sedan
- Ford Focus RS
- Ford GT
- Ford MUSTANG GT
- HINO DUTRO
- IS F
- MAZDA ROADSTER RS
- MAZDA RX-7 SPIRIT R
- Mercedes-Benz S600 - ドレスアップはペイントが無い。
- MINI Cooper S
- LANCER EVOLUTION X GSR
- GT-R SpecV - ドレスアップは一切用意されていない。
- PEUGEOT 207 GTi
- RUF CTR - ドレスアップはホイールが無く、リアスポイラーやエアロセットも1種類のみ。
- IMPREZA WRX STI
- SPRINTER TRUENO GT-APEX
- SUPRA RZ
- VELLFIRE

## 登場コース
コースは同社のゲーム『エンスージア プロフェッショナル レーシング』（以下、エンスージア）や『GTI Club ワールドシティレース』（以下、GTI Club）から登場（一部リファインあり）。
- オーバル - エンスージアで登場した、「スピーディアポリスリンク」が元。マンパワーがひたすらに求められるオーバルコース（昼）。難易度★
- 郊外 - エンスージアで登場した「オータムヒル」が元。周回コース（夜）。難易度★★
- 首都高 - GTI Clubで登場した、日本コース(初級)が元。立体交差もある周回コース（夜）。難易度★★★
- 市街地 - GTI Clubで登場した、日本コース(上級)が元。首都高と一般道を行き来する周回コース（昼）。難易度★★★★
- サーキット - エンスージアで登場した、「ルーヴェンゼーリンク」が元。（夕方）。難易度★★★★
- 丘陵 - エンスージアで登場した、「ブルゲンシュルフト」が元。道幅が狭く、アップダウンも多い（昼）。難易度★★★★★
- 峠 下り - エンスージアで登場した、「ドラゴンレンジ・ダウンヒル」が元。その名の通り峠を下るコース（夜）。難易度★★★★★★

2010年11月のアップデートで追加
- 峠 上り - エンスージアで登場した、「ドラゴンレンジ・ヒルクライム」が元。カーレベル10以上の車を所有していれば選択可能（夜）。難易度★★★★★★★

2010年12月のアップデートで追加
- 英国 - エンスージアで登場した、「ヴィクトリアガーデン」が元。英国の街中を走る高速コース（夕）。難易度★★★
- 洞窟 - エンスージアで登場した、「ミスティックケイブウェイ」の全面ターマックバージョン。洞窟内を走る急カーブが連続するコース（昼）。難易度★★★★★★
- 湾岸線 - エンスージアで登場した、「レヴシティ」が元。湾岸沿いを走る高速周回コース（昼）。難易度★★★

## その他の特徴
- 今作には「道端モモカ」というイメージキャラクターが、デモ画面やロード中の画面等に登場する。キャラクターデザインは山下しゅんやが担当[2]。
- ロードファイターチャレンジには数多くのライバルが登場するが、「ドクターDK（車種：CTR）」と「コブちゃん（車種：M3）」、「白ティーデニム（車種：AE86）」と「ツンツンデニム（車種：FD3S）」という『湾岸ミッドナイト』と『頭文字D』のパロディライバルが登場する。
- また、『ファミ通』、『電撃アーケード』、『月刊アルカディア』の編集者たちがライバルとして登場している。
- ドレスアップのペイントパターンCには『クイズマジックアカデミー』、『オトメディウス』のキャラが描かれているものが存在する。

## 備考

### イベントモードについて
- 全国オンライン対戦イベント - 開催期間内の連続5レースの最大合計スコアを競うイベント。
- タイムアタックイベント - 開催期間内に指定された3コースの合計ベストタイムを競うイベント。
- コース別最速王決定戦 - 開催期間内に指定されたコースのベストタイムを競うイベント。なお、優勝者の走行はKONAMIによって再現され、ホームページに動画としてアップされる。

| 開催期間                                   | イベント名                                  | 種類               | 参加特典     |
| ------------------------------------------ | ------------------------------------------- | ------------------ | ------------ |
| 2010年11月19日(金)10:00〜11月28日(日)23:59 | 第1回全国対戦イベント 〜初代最強王は誰だ!〜 | 全国オンライン対戦 | 勲章大量獲得 |
| 2010年12月17日(金)10:00〜12月26日(日)23:59 | 第1回TAイベント 〜初代最速王決定戦〜        | タイムアタック     | 勲章大量獲得 |

### 概要
1. ↑  アップデートによるPASELI対応は『麻雀格闘倶楽部 我龍転生』に続いて2作目となる。
2. ↑  “山下しゅんや Twitter 2010年9月23日 23:21の発言”. 2012年12月8日閲覧。